# 柴成文
柴成文（1915年—2011年），原名柴军武，河南遂平县人，中华人民共和国政治人物、外交官，中国人民解放军开国少将。
北平大学肄业。1936年加入中华民族解放先锋队。1937年参加八路军，1937年加入中国共产党。抗日战争时期，任中国人民抗日军政大学学员队副政治指导员，抗大总校政治部干部股股长，1940年6月随抗大总校校部开赴晋东南。八路军前总情报处二科股长，晋冀鲁豫军区情报处副处长。
第二次國共內戰时期，任北平军事调处执行部整军科科长，晋冀鲁豫军区司令部情报处处长，中原军区参谋处处长、代参谋长，第二野战军司令部情报处处长。
中华人民共和国成立后，任西南军区情报处长。原拟派驻民主德国大使馆工作。1950年6月25日朝鲜战争爆发。1950年6月30日周恩来接见柴成文、军委某部副部长刘志坚、外交部副部长章汉夫，决定在中国驻朝鲜大使倪志亮在武汉养病时，由柴成文负责组建驻朝鲜大使馆。1950年7月5日，正式决定柴成文为驻朝鲜大使馆政务参赞兼临时代办，倪蔚庭、薛宗华为参赞，张恒业为一秘，朱光为武官，王大纲、刘向文为副武官。7月6日周恩来接见了使馆人员，邹大鹏、刘志坚、章汉夫、陈家康（外交部亚洲司副司长、代司长）作陪。板门店与美军谈判时，志愿军停战谈判代表团秘书长、军事停战委员会委员，毛泽东给其改名为「柴成文」。
曾分别于二十世纪五十年代和六十年代两度出任朝鲜军事停战委员会委员。
1955年，接替耿飚，担任中华人民共和国驻丹麦公使。1956年，由郑为之接任。1961年，授中国人民解放军少将。

## 荣誉

### 外国勋章奖章
- 二级国旗勋章（朝鲜，1951年10月3日于平壤颁发[3]）